# Krogulec (województwo dolnośląskie)
Krogulec (niem. Södrich) – wieś w Polsce położona w województwie dolnośląskim, w powiecie karkonoskim, w gminie Mysłakowice.

## Fauna
W Krogulcu gniazdują dwa bieliki. W Krogulcu są głównie stawy z rybami.

## Podział administracyjny
W latach 1975–1998 miejscowość administracyjnie należała do województwa jeleniogórskiego.

## Nazwy historyczne
- 1410 Sderich
- 1726 Söderich
- 1765 Södrich
- 1945 Jadwinów
- 1946 Krogulec